# Paraffine
Paraffine (v. Lat. parum = weinig, affinis = verwant, met de betekenis weinig reactief) is een uit aardoliefracties en bruinkoolteer verkregen mengsel van bij kamertemperatuur vaste kristallijne alkanen met 17 tot 57 koolstofatomen en lineaire ketens. De algemene molecuulformule van zulke lineaire alkanen is {\displaystyle {\ce {CH3{(CH2)_{\mathit {n}}}CH3}}}. Het smeltpunt is afhankelijk van de ketenlengte {\displaystyle n}.
De ontdekking van paraffine in 1830 staat op naam van de wetenschapper baron Karl von Reichenbach (1788-1869). Het werd toen een populaire brandstof voor verlichting en verwarming van huizen, voordat elektriciteit en gas hun intrede doen. 
Technische paraffine bestaat in hoofdzaak uit de vaste alkanen van C18 tot C32. Daarnaast komen isoparaffinen en cycloparaffinen voor, die in het uitgangsmateriaal (aardolie) aanwezig zijn, maar bij de destillatie daarvan grotendeels worden afgebroken.

## Eigenschappen
Paraffine is onoplosbaar in water en alcohol. Het lost op in tetrachloormethaan, benzeen, trichlooretheen, koolstofdisulfide, benzine en ether. Door smelten kan men paraffine mengen met vetten, bijenwas, stearine, enz.

## Bereiding
Paraffine wordt uit aardoliedestillaten en -residu's bereid, door deze in selectieve oplosmiddelen op te lossen, sterk af te koelen en de paraffine af te filtreren. De verkregen, nog olie bevattende paraffine wordt van deze olie ontdaan door zweten of door uitlogen met een oplosmiddel, en door centrifugeren. De raffinage van paraffine geschiedt met behulp van bleekaarde. Meestal gaat hier een voorbehandeling met geconcentreerd of rokend zwavelzuur aan vooraf.
Paraffine komt in verschillende kwaliteiten voor:
a. geheel gereinigd: deze paraffine is wit, transparant, reuk- en smaakloos en het oliegehalte bedraagt max. 0,5%;
b. half gereinigd: deze paraffine is wit, in hoge mate reukloos en smaakloos. Paraffinen zijn in de handel verkrijgbaar naar smeltpuntstraject. Verkrijgbare kwaliteiten zijn bijvoorbeeld 50–52 °C, 52–54 °C, enz. Daarnaast is er nog bij kamertemperatuur vloeibare paraffine, de paraffine-olie.

## Toepassingen
Tegenwoordig wordt paraffine naast stearine nog veel gebruikt ter vervaardiging van kaarsen en waxinelichtjes. Ook wordt het gebruikt als omhulsel voor kaas, om uitdroging te voorkomen.
Naast deze opties kan het ook gebruikt worden bij de wintersport. Om ski's of snowboards beter te laten glijden over de sneeuw, worden ski's gewaxt. Hierbij wordt (vaak) gebruikgemaakt van paraffine.
Paraffine heeft ook een toepassing in de wielrennerij, het kan worden gebruikt om de fietsketting te 'waxen'. Dit is een alternatief op smeren met olie. Hiervoor wordt een ketting ontdaan van alle olie en vet residuen en daarna in een bad van hete paraffine gelegd (een pannetje op de kookplaat bijvoorbeeld). Na extractie uit het bad, afkoelen en het 'breken' van de overtollige paraffine tussen de kettingschakels ontstaat een goed 'gesmeerde' schone en efficiënt functionerende fietsketting.
In de medische wereld wordt paraffine gebruikt om stukjes weefsel in 'in te bedden'. Paraffine is hiervoor geschikt, omdat het geen reacties aangaat met cel- en weefselonderdelen. De weefselonderdelen worden in gesmolten paraffine gebracht en na stolling van de paraffine kunnen tot op de micrometer nauwkeurig plakjes gesneden worden, die vervolgens op een glaasje worden gelegd en met een microscoop bekeken kunnen worden.
Paraffine werd in de fysiotherapie veel toegepast als warmtepakking bij pijnlijk en gespannen spierweefsel en ter verbetering van de lokale doorbloeding.
Zuivere paraffine werd weinig gebruikt; wel lignoparaffine (gemengd met zaagmeel en parafango di Battaglia (gemengd met fijngemalen en gesteriliseerde lavamodder). Die producten worden aan zuivere paraffine toegevoegd om daarmee de warmtecapaciteit van de paraffine te verhogen, waardoor de warmte langzamer wordt afgegeven en daardoor langduriger bij de patiënten kan worden toegepast.
De laatste jaren is het gebruik van paraffine in de fysiotherapie afgenomen, maar het is niet geheel uit de gratie geraakt.
Paraffine wordt ook gebruikt in de cosmeticabranche. In een paraffinebad worden handen en voeten ondergedompeld, wat een extra verzorgende werking heeft. Na het bad worden handen en voeten verpakt in plastic handschoenen of sloffen, en voor een periode van 10–15 minuten verpakt in een badstoffen hoes. De paraffine omsluit de huid en zorgt ervoor dat de huid direct zacht en soepel aanvoelt.
Paraffine komt ook voor in medicijnen tegen hielkloven (uitdroging van de voet) en sommige huidcrèmes. In deze toepassing wordt paraffine in toenemende mate verdrongen door vaseline.